# Saint-Flour-de-Mercoire
Saint-Flour-de-Mercoire is een gemeente in het Franse departement Lozère (regio Occitanie) en telt 155 inwoners (2005). De plaats maakt deel uit van het arrondissement Mende.

## Geografie
De oppervlakte van Saint-Flour-de-Mercoire bedraagt 12,6 km², de bevolkingsdichtheid is 12,3 inwoners per km².
De onderstaande kaart toont de ligging van Saint-Flour-de-Mercoire met de belangrijkste infrastructuur en aangrenzende gemeenten.

## Demografie
Onderstaande figuur toont het verloop van het inwonertal (bron: INSEE-tellingen).